# Mezzanine (album)
Mezzanine – trzeci album triphopowej grupy Massive Attack. Jest to ostatnia produkcja, która swoimi nazwiskami firmuje trójka założycieli zespołu. Tym razem wokalistką, która brała udział w nagraniu została Elizabeth Fraser znana z Cocteau Twins, zespołu, którego brzmienie (szczególnie z LP „Garlands”) odcisnęło się bardzo wyraźnie na brzmieniu samego „Mezzanine”, jak i następnych płytach Massive Attack. Odegrała ogromną rolę w przygotowywaniu nagrań, zaśpiewała w trzech z nich, w tym w „Teardrop” (utwór ten znalazł się także na ścieżce dźwiękowej do serialu „Prison Break” oraz „Dr House”). Płyta zebrała znakomite recenzje i ugruntowała pozycję zespołu wśród najważniejszych zjawisk muzyki lat 90. Na uwagę zasługuje częste użycie gitar bądź sampli z nich (szczególnie w „Risingson”). Utwory z płyty zostały wykorzystane jako ścieżki dźwiękowe do wielu produkcji filmowych, ścieżki wykorzystano m.in. w fimach takich jak: Matrix, Pi czy Snatch.
W 2000 magazyn Q uplasował Mezzanine na 15. miejscu listy 100 najlepszych brytyjskich albumów w historii.
W 2003 album został sklasyfikowany na 412. miejscu listy 500 albumów wszech czasów magazynu Rolling Stone.
Cover utworu „Angel” nagrała brazylijska grupa Sepultura. Został wydany na EP Revolusongs (2003).

## Twórcy
- Robert „3D” Del Naja – wokal, produkcja, programowanie, instrumenty klawiszowe, sample, projekt graficzny
- Grant „Daddy G” Marshall – wokal, produkcja, programowanie, instrumenty klawiszowe, sample
- Andrew „Mushroom” Vowles – produkcja, programowanie, instrumenty klawiszowe, sample
- Neil Davidge – produkcja, programowanie, instrumenty klawiszowe, sample
- Horace Andy, Elizabeth Fraser, Sara Jay – śpiew
- Angelo Bruschini – gitara
- John Harris, Bob Locke, Winston Blisset – gitara basowa
- Andy Gangadeen – perkusja
- Dave Jenkins, Michael Timothy – instrumenty klawiszowe
- Jan Kybert
- Lee Shepherd – inżynier dźwięku
- Nick Knight – zdjęcia
- Tom Hingston – projekt graficzny

## Lista utworów
1. „Angel” – 6:18
2. „Risingson” – 4:58
3. „Teardrop” – 5:29
4. „Inertia Creeps” – 5:56
5. „Exchange” – 4:11
6. „Dissolved Girl” – 6:07
7. „Man Next Door” – 5:55
8. „Black Milk” – 6:20
9. „Mezzanine” – 5:54
10. „Group Four” – 8:13
11. „(Exchange)” – 4:08